# Bradford (Ohio)
Bradford – wieś w USA, w stanie Ohio, w hrabstwie Darke.
Liczba mieszkańców w 2000 roku wynosiła 1 859.